# Žilina-Solinky
Žilina-Solinky (słowacki: Železničná zastávka Žilina-Solinky) – przystanek kolejowy w Żylinie, w kraju żylińskim, na Słowacji. Przystanek został otwarty w 2003.
Znajduje się na linii 126 Žilina – Rajec. 

## Linie kolejowe
- 126 Žilina – Rajec